# Dover, Tennessee
Dover är en stad i den amerikanska delstaten Tennessee med en yta av 10,1 km² och en folkmängd som uppgår till 1 442 invånare (2000). Dover är administrativ huvudort i Stewart County.

## Kända personer från Dover
- William B. Ross, guvernör i Wyoming 1923-1924